# Silvana Micaela Ginocchio
Silvana Micaela Ginocchio (San Fernando del Valle de Catamarca, 10 de octubre de 1965) es una abogada y política argentina del Partido Justicialista, que se desempeña como diputada nacional por la provincia de Catamarca desde 2017.

## Biografía
Nació en San Fernando del Valle de Catamarca en 1965 y en 1990 se recibió de abogada en la Facultad de Derecho de la Universidad Nacional de Córdoba. Está casada con Raúl Jalil, gobernador de la provincia de Catamarca. El matrimonio tiene dos hijos.
Fue docente de derecho internacional y jefa de trabajos prácticos en la Universidad Nacional de Catamarca. Entre 2000 y 2002 se desempeñó como secretaria de Gobierno del municipio de Valle Viejo.
En las elecciones legislativas de 2017, fue la segunda candidata en la lista del Frente Justicialista para la Victoria (Unidad Ciudadana) a la Cámara de Diputados de la Nación, detrás de Gustavo Saadi. La lista recibió el 47,84% de los votos y tanto Saadi como Ginocchio fueron elegidos fácilmente. Tras las elecciones generales de 2019, pasó a formar parte del bloque del Frente de Todos.
Se desempeña como vicepresidenta primera de la comisión de Comercio e integra como vocal las comisiones de Asuntos Constitucionales; de Juicio Político; de Legislación del Trabajo; de Mercosur; de Relaciones Exteriores y Culto; y de Turismo.
Como diputada, se opuso abiertamente a la legalización del aborto en Argentina y votó en contra de los dos proyectos de ley de interrupción voluntaria del embarazo aprobados por la Cámara en 2018 y 2020. En el debate de 2020, fue la portavoz del dictamen en minoría por parte del Frente de Todos, siendo una de las últimas oradoras de la jornada. Fue una de los 32 diputados de los 119 del Frente de Todos que votaron en contra del proyecto de ley.
Antes de las elecciones primarias de 2021, fue confirmada como precandidata a la reelección en la lista del Frente de Todos en Catamarca.

## Labor parlamentaria
Durante la presidencia de Milei votó a favor del RIGI  contemplado dentro de la polémica ley de bases, el mismo Régimen de Grandes Inversiones afecta competencias propias de las provincias en materia tributaria. En este sentido, entre los incentivos se encuentran la rebaja del impuesto a las ganancias del 35% al 25%, la cancelación del IVA con certificados de crédito fiscal, la exención de cualquier otro impuesto provincial o municipal, excención del derecho de exportación; entre otros beneficios impositivos que dejan nulos las leyes vigentes de todas las jurisdicciones.
El proyecto considera grandes inversiones en el margen entre los US$200 millones y US$900 millones, cifra en las que oscilan todos los proyectos litíferos que han invertido en los últimos años en Catamarca. .